# Rembercourt-sur-Mad
Rembercourt-sur-Mad è un comune francese di 195 abitanti situato nel dipartimento della Meurthe e Mosella nella regione del Grand Est.

## Società

### Evoluzione demografica
Abitanti censiti